# Fitz Roy
Gora Fitz Roy ali gora Chaltén (špansko cerro Chaltén, monte Fitz Roy, cerro Fitz Roy) je gora, ki se nahaja v bližini vasi El Chaltén na področju Campo de Hielo Sur v južni Patagoniji, na državni meji med Argentino in Čilom. Gora, ki sta jo leta 1952 prva preplezala francoska alpinista Lionel Terray in Guido Magnone, ostaja za plezalce med tehnično najzahtevnejšimi gorami v svetovnem merilu.
Nahaja se v dveh narodnih parkih: Narodni park Bernardo O'Higgins na čilski strani in Narodni park Los Glaciares na argentinski strani.

## Zgodovina
Odkritje Fitza Roya s strani Evropejcev verjetno sega v leto 1782, ko je Antonio de Biedma y Narváez prišel do jezera Viedma, ki leži na jugovzhodu.
24. maja 2000 ga je provinca Santa Cruz z uveljavitvijo zakona št. 2550.13 razglasila za Naravni spomenik Cerro Chaltén.
Prvo zapisano odkritje gore je bilo 2. marca 1877, ko je goro opazil Francisco Moreno in jo poimenoval Fitz Roy, v čast Roberta FitzRoya, kapitana ladje HMS Beagle. Raziskovalci so leta 1834 s to ladjo potovali navzgor po toku reke reke Santa Cruz in začrtali velik del patagonske obale.
Monte Fitz Roy je simbol argentinske province Santa Cruz, gora je upodobljena na njenem grbu.

## Športne težave
Gora ima sloves skrajno zahtevne ali »najtežje dostopne« gore, navkljub njeni povprečni višini (čeprav je Fitz Roy najvišji vrh narodnega parka Los Glaciares park, obsega manj kot polovico velikosti himalajskih velikanov), saj razsežne granitne površine predstavljajo velik obseg težavnega tehničnega plezanja. 
Podnebje v regiji je izjemno slabo in nestabilno. Območje, čeprav težko dostopno, je izboljšalo dostop z razvojem mest El Chaltén in El Calafate v Argentini ter Candelario Mancilla in Villa O'Higgins v Čilu, slednje in El Calafate pa imata vsak mednarodno letališče. 
Vzpon na goro ostaja izjemno težaven in je izključno odgovornost izkušenih plezalcev zaradi sneženja, vetrov in nenadnih sprememb vremenskih razmer. Medtem ko lahko danes vrh Everesta v enem samem dnevu doseže 100 ljudi, je lahko vrh Monte Fitz Roya uspešno osvojen enkrat letno.

## Pomembni vzponi
- 1952 Lionel Terray in Guido Magnone po jugovzhodnem grebenu (tudi Franko-argentinski greben) (prvi vzpon - 2. februar 1952)[3]
- 1965 Carlos Comesaña in José Luis Fonrouge (Argentinca) s smerjo Supercanaleta (1,600m, TD+ 5.10 90°), v 2-1/2 dneh (drugi vzpon)[4]
- 1968 Jugozahodni greben ali Kalifornijska smer (tretji vzpon na vrh). Yvon Chouinard, Dick Dorworth, Chris Jones, Lito Tejada-Flores in Douglas Tompkins (vsi iz ZDA).[5]
- 2002 Dean Potter, solo vzpon v smeri Supercanaleta[4]
- 2009 Colin Haley, solo vzpon; Supercanaleta[4]
- 2009 Matthew McCarron, solo vzpon; Kalifornijska smer [4]

### Slovenske odprave
- 1983 prvenstvena smer Hudičeva zajeda v vzhodni steni (Janez Jeglič, Silvo Karo, Franček Knez),
- 1985 prvenstvena Smer Borisa Simončiča v južni steni (Bogdan Biščak, Rado Fabjan, Matevž Lenarčič) in prvi slovenski vzpon na vrh gore
- 2004 Francosko argentinska smer (Tina Di Batista, Monika Kambič)[6],
- 2004 Francosko argentinska smer (Tomaž Jakofčič),
- 2006 smer Ensueno (Tomaž Jakofčič),
- 2007 prvenstvena smer Los Ultimos Dias del Paraiso, varianta Francoske smeri (Tomaž Jakofčič, Grega Lačen),
- 2009 smer Tehuelche (Urban Ažman, Boris Lorenčič),
- 2011 smer Mate, Porro y Todo lo Demas + Casaroto (Matjaž Dušič, Lovro Vršnik),
- januar 2013 prvenstvena smer The Real Kekec v vzhodni steni (Luka Krajnc, Tadej Krišelj)[6],
- februar 2013 smer Afanassieff (Nastja Davidova, Tina di Batista)[7]
- januar 2018 Francosko argentinska smer (Benjamin Smrdelj).

## Toponimi
Ime chaltén izhaja iz jezika Tehuelčev (Aonikenk) in pomeni 'kadeča se gora', zaradi oblakov, ki skoraj vedno oklepajo vrh gore, kar je skupaj z imenom prednikov privedlo do napačnega prepričanja, da je šlo za vulkan. Za lokalno avtohtono prebivalstvo je sveta gora in je del njihove kozmogonije. Dr. Francisco Pascasio Moreno ga je krstil Fitz Roy 2. marca 1877 v čast kapetana HMS ''Beagle'' Roberta FitzRoya, ki je leta 1834 prečkal reko Santa Cruz. Družina FitzRoy je popustila Morenu, na prošnjo slednjega so bili zemljevidi območja, narejeni v kapetanovih odpravah, s pogojem, da se neka geografska znamenitost krsti s priimkom britanskega raziskovalca, zahteva, ki jo je izpolnil dr. Moreno, ko je krstil goro. Čeprav je uradna argentinska kartografija v zadnjih letih raje obnovila ime prednikov in ga poimenovala Chaltén v škodo FitzRoy, ki se je uporabljal večji del 20. stoletja, je to ime najbolj uporabljen v uradni čilski kartografiji.

## Povezana simbologija
Gora je simbol argentinske province Santa Cruz, saj je vključena v njen grb in zastavo, gora pa se pojavi v grbu argentinskega mesta El Chaltén. Gora je najbolj simbolični rob ledenega polja in je v mitologiji Tehuelčhev prevladovala nad svojim kulturnim junakom: Elalom. Zaradi teh okoliščin je imel El Chaltén zelo pomembno simbolno moč, ki so jo zbrali in obdelali nekateri avtorji. V tem smislu je Fabio Seleme, esejist in profesor filozofije na Nacionalni univerzi Južne Patagonije in Nacionalni tehnološki univerzi, objavil delo, v katerem za El Chaltén in ledeno polje zatrjuje status simbolnega središča Patagonije. V eseju z naslovom El centro blanco de la Patagonia Seleme predlaga kontinuiteto med referenčnim značajem, ki ga je imel za kulturo ljudstva Tehuelče, in zapeljevanjem, ki ga kraj ustvarja v kulturi. Poleg tega razkriva mitske geografske in kulturne razmere, ki gori dajejo osrednjo vlogo regijske privlačnosti.